# Stenoptilodes gilvicolor
Stenoptilodes gilvicolor là một loài bướm đêm thuộc họ Pterophoridae. Nó được tìm thấy ở Chile và Colombia.
Sải cánh dài 17–18 mm. Con trưởng thành bay vào tháng 3.